# Liste der Bodendenkmale in Winkelsett
In der Liste der Bodendenkmale in Winkelsett  sind die Bodendenkmale der niedersächsischen Gemeinde Winkelsett  aufgeführt. Die Quelle ist der Denkmalatlas Niedersachsen.
- Diese Liste erhebt keinen Anspruch auf Vollständigkeit.
- Die Angaben ersetzen nicht die rechtsverbindliche Auskunft der zuständigen Denkmalschutzbehörde.
- Es sind nur Daten aus dem Denkmalatlas verarbeitet.
- Der Stand der Liste ist der 22. Juni 2025.

Winkelsett im Landkreis Oldenburg

## Allgemein
In den Spalten finden sich folgende Informationen des Bodendenkmales:
| Lage         | geographische Koordinaten                                                           |
| Bezeichnung  | Bezeichnung lt. Denkmalatlas                                                        |
| Beschreibung | Beschreibung lt. Denkmalatlas                                                       |
| ID           | Objekt-ID                                                                           |
| Bild         | Bild, ggf. zusätzlich mit Link zu weiteren Fotos im Medienarchiv Wikimedia Commons. |

## Reckum
| Lage                        | Bezeichnung              | Beschreibung | ID       | Bild           |
| --------------------------- | ------------------------ | --- | -------- | -------------- |
| 52° 53′ 0″ N, 8° 29′ 36″ O  | Reckum 1, Grabhügel      | Durchmesser ca. 22 m und Höhe ca. 1,3 m. | 28956773 | BW             |
| 52° 53′ 4″ N, 8° 29′ 42″ O  | Reckum 2, Grabhügel      | Durchmesser ca. 20 m und Höhe ca. 1,1 m. Nordöstliche Hälfte durch Forstplanierungsarbeiten zerstört bzw. überdeckt.                                     | 28956774 | BW             |
| 52° 52′ 54″ N, 8° 29′ 29″ O | Reckum 3, Grabhügel      | Durchmesser ca. 18 m und Höhe ca. 1,2 m. Ungestört mit abgeflachter Kuppe und altem Kopfstich.                                                           | 28956775 | BW             |
| 52° 52′ 14″ N, 8° 29′ 0″ O  | Reckum 49, Großsteingrab | (Sprockhoff Nr. 811) | 28989533 | Weitere Bilder |
| 52° 52′ 10″ N, 8° 28′ 56″ O | Reckum 50, Großsteingrab | (Sprockhoff Nr. 812) | 47061524 | Weitere Bilder |
| 52° 51′ 1″ N, 8° 28′ 58″ O  | Reckum 61, Grabhügel     | Durchmesser ca. 14 m und Höhe ca. 0,7 m. Rund mit abgeflachter Kuppe. Rand geht im Westen fließend über.                                                 | 28953591 | BW             |
| 52° 51′ 15″ N, 8° 30′ 15″ O | Reckum 62, Grabhügel     | Durchmesser ca. 18 m und Höhe ca. 1,6 m. Annähernd rund mit Einkuhlungen.                                                                                | 28967360 | BW             |
| 52° 51′ 16″ N, 8° 30′ 16″ O | Reckum 63, Grabhügel     | Durchmesser ca. 18 m und Höhe ca. 1,8 m. Rund mit Kuppenmulde.                                                                                           | 28967362 | BW             |
| 52° 51′ 15″ N, 8° 30′ 18″ O | Reckum 64, Grabhügel     | Durchmesser ca. 11 m und Höhe ca. 0,8 m. Rund, ebenmäßig gewölbt.                                                                                        | 28967363 | BW             |
| 52° 51′ 10″ N, 8° 30′ 7″ O  | Reckum 65, Grabhügel     | Durchmesser ca. 18 m und Höhe ca. 1,4 m. Annähernd rund mit Einkuhlungen.                                                                                | 28967364 | BW             |
| 52° 51′ 10″ N, 8° 30′ 5″ O  | Reckum 66, Grabhügel     | Größe ca. 13 × 6 m und Höhe ca. 0,5 m. Ehemaliger Dm. ca. 22 Meter. Im Nordosten durch Wegebau zerstört, im Südwesten durch Kuhlen und Tierbaue gestört. | 28967365 | BW             |
| 52° 53′ 10″ N, 8° 28′ 52″ O | Reckum 83, Wegespuren    | | 28972658 | BW             |
| 52° 50′ 47″ N, 8° 31′ 20″ O | Reckum 120, Grabhügel    | | 28965737 | BW             |

### Reckum 8
- ID: 28953585
- Grabhügelfeld.

| Lage                        | Bezeichnung | Beschreibung                                                                                               | ID       | Bild |
| --------------------------- | ----------- | --- | -------- | ---- |
| 52° 52′ 40″ N, 8° 28′ 40″ O | Reckum 8    | Durchmesser ca. 15 m und Höhe ca. 1,1 m. Fast rund mit abgesetztem Rand.                                   | 28953482 | BW   |
| 52° 52′ 41″ N, 8° 28′ 40″ O | Reckum 9    | Größe ca. 12 × 6 m (von Nord-Süd) und Höhe ca. 0,7 m. Oval.                                                | 28953483 | BW   |
| 52° 52′ 41″ N, 8° 28′ 40″ O | Reckum 10   | Größe ca. 11 × 7 m (von West-Ost). Oval.                                                                   | 28955312 | BW   |
| 52° 52′ 41″ N, 8° 28′ 40″ O | Reckum 11   | Durchmesser ca. 10 m und Höhe ca. 0,8 m. Östlicher Fuß von Acker angeschnitten.                            | 28955313 | BW   |
| 52° 52′ 41″ N, 8° 28′ 40″ O | Reckum 12   | Durchmesser ca. 9 m und Höhe ca. 0,9 m. Am östlichen Rand von Acker angeschnitten.                         | 28955314 | BW   |
| 52° 52′ 42″ N, 8° 28′ 42″ O | Reckum 13   | Durchmesser ca. 16 m und Höhe ca. 1 m.                                                                     | 28955315 | BW   |
| 52° 52′ 42″ N, 8° 28′ 41″ O | Reckum 14   | Durchmesser ca. 19 m und Höhe ca. 1,1 m.                                                                   | 28955316 | BW   |
| 52° 52′ 43″ N, 8° 28′ 41″ O | Reckum 15   | Durchmesser ca. 10 m und Höhe ca. 0,3 m.                                                                   | 28955317 | BW   |
| 52° 52′ 42″ N, 8° 28′ 41″ O | Reckum 16   | Durchmesser ca. 13 m und Höhe ca. 0,7 m. Fast rund.                                                        | 28955318 | BW   |
| 52° 52′ 43″ N, 8° 28′ 40″ O | Reckum 17   | Durchmesser ca. 16 m und Höhe ca. 1 m. Annähernd runde. Am östlichen Rand ein Graben in Nord-Süd-Richtung. | 28955319 | BW   |
| 52° 52′ 43″ N, 8° 28′ 42″ O | Reckum 18   | Durchmesser ca. 11 m und Höhe ca. 0,5 m. Fast rund.                                                        | 28955320 | BW   |

### Reckum 53
- ID: 28953584
- Grabhügelfeld.

| Lage                       | Bezeichnung | Beschreibung | ID       | Bild |
| -------------------------- | ----------- | --- | -------- | ---- |
| 52° 52′ 0″ N, 8° 29′ 16″ O | Reckum 53   | | 28953475 | BW   |
| 52° 52′ 0″ N, 8° 29′ 15″ O | Reckum 54   | Durchmesser ca. 12 m und Höhe ca. 1 m. Am südlichen Rand zur Hälfte beim Wegebau abgetragen.                                                   | 28953476 | BW   |
| 52° 52′ 0″ N, 8° 29′ 16″ O | Reckum 56   | | 28953478 | BW   |
| 52° 52′ 1″ N, 8° 29′ 16″ O | Reckum 57   | Durchmesser ca. 11 m und Höhe ca. 0,6 m. | 28953479 | BW   |
| 52° 52′ 1″ N, 8° 29′ 15″ O | Reckum 58   | Durchmesser ca. 18 m und Höhe ca. 2,2 m. | 28953480 | BW   |
| 52° 52′ 1″ N, 8° 29′ 13″ O | Reckum 59   | Durchmesser ca. 10 m und Höhe ca. 0,8 m. Am westlichen Rand durch Acker angeschnitten. Am südlichen Rand Einkuhlung, mit Lesesteinen verfüllt. | 28953481 | BW   |

## Winkelsett
| Lage                       | Bezeichnung               | Beschreibung                                                                                      | ID       | Bild |
| -------------------------- | ------------------------- | ------------------------------------------------------------------------------------------------- | -------- | ---- |
| 52° 53′ 3″ N, 8° 29′ 47″ O | Winkelsett 52, Grabhügel  | Größe ca. 28 × 25 m und Höhe ca. 1 m. Oval (Ost-West-orientiert). Im Zentrum große Grabungsmulde. | 28973030 | BW   |
| 52° 53′ 36″ N, 8° 29′ 0″ O | Winkelsett 113, Grabhügel | Durchmesser ca. 15 m und Höhe ca. 1,2 m. Annähernd rund in unförmigem Profil.                     | 28965638 | BW   |

### Prinzhöfte 12
- ID: 28955305
- Grabhügelfeld mit 17 Hügeln.

| Lage                        | Bezeichnung   | Beschreibung                                                                       | ID       | Bild |
| --------------------------- | ------------- | ---------------------------------------------------------------------------------- | -------- | ---- |
| 52° 54′ 36″ N, 8° 29′ 15″ O | Winkelsett 38 | Größe ca. 12 × 10 m und Höhe ca. 0,5 m. Ost-Teil abgetragen.                       | 28956093 | BW   |
| 52° 54′ 38″ N, 8° 29′ 15″ O | Winkelsett 39 | Durchmesser ca. 8 m und Höhe ca. 0,4 m.                                            | 28956094 | BW   |
| 52° 54′ 38″ N, 8° 29′ 16″ O | Winkelsett 40 |                                                                                    | 28956096 | BW   |
| 52° 54′ 38″ N, 8° 29′ 13″ O | Winkelsett 41 | Durchmesser ca. 12 m und Höhe ca. 0,6 m. Ost-Teil durch Traktor-Spuren geschädigt. | 28956097 | BW   |
| 52° 54′ 39″ N, 8° 29′ 12″ O | Winkelsett 42 | Durchmesser ca. 13 m und Höhe ca. 0,8 m. Mit leichten Störungen.                   | 28956098 | BW   |
| 52° 54′ 40″ N, 8° 29′ 12″ O | Winkelsett 44 | Durchmesser ca. 10 m und Höhe ca. 0,6 m. Ost-Teil durch Traktor-Spuren geschädigt. | 28956100 | BW   |
| 52° 54′ 40″ N, 8° 29′ 14″ O | Winkelsett 45 | Durchmesser ca. 9 m und Höhe ca. 0,3 m.                                            | 28956101 | BW   |
| 52° 54′ 40″ N, 8° 29′ 14″ O | Winkelsett 46 |                                                                                    | 28956102 | BW   |
| 52° 54′ 41″ N, 8° 29′ 14″ O | Winkelsett 47 | Durchmesser ca. 9 m und Höhe ca. 0,5 m.                                            | 28956103 | BW   |
| 52° 54′ 41″ N, 8° 29′ 15″ O | Winkelsett 48 | Durchmesser ca. 16 m und Höhe ca. 0,7 m. Annähernd rund.                           | 28956104 | BW   |
| 52° 54′ 41″ N, 8° 29′ 12″ O | Winkelsett 49 |                                                                                    | 28956105 | BW   |
| 52° 54′ 41″ N, 8° 29′ 14″ O | Winkelsett 50 | Durchmesser ca. 10 m und Höhe ca. 0,5 m.                                           | 28956107 | BW   |

### Winkelsett 1
- ID: 28956115
- Grabhügelfeld mit 29 Hügeln.Teilweise durch Kopfstiche beschädigt.

| Lage                        | Bezeichnung    | Beschreibung                                                                                                   | ID       | Bild |
| --------------------------- | -------------- | --- | -------- | ---- |
| 52° 54′ 35″ N, 8° 30′ 30″ O | Winkelsett 1   | Durchmesser ca. 15 m und Höhe ca. 1,1 m. Im nördlichen Bereich eine große Eingrabung.                          | 28955860 | BW   |
| 52° 54′ 36″ N, 8° 30′ 29″ O | Winkelsett 2   | Durchmesser ca. 12 m und Höhe ca. 0,8 m. Annähernd rund mit Mulde in der Mitte.                                | 28955976 | BW   |
| 52° 54′ 36″ N, 8° 30′ 26″ O | Winkelsett 3   | Durchmesser ca. 14 m und Höhe ca. 0,7 m. Annähernd rund.                                                       | 28955987 | BW   |
| 52° 54′ 36″ N, 8° 30′ 26″ O | Winkelsett 4   | Durchmesser ca. 10 m und Höhe ca. 0,5 m. Annähernd rund, flach gewölbt.                                        | 28956095 | BW   |
| 52° 54′ 35″ N, 8° 30′ 28″ O | Winkelsett 5   | Durchmesser ca. 11 m und Höhe ca. 0,4 m. Annähernd rund, flach gewölbt.                                        | 28956106 | BW   |
| 52° 54′ 35″ N, 8° 30′ 29″ O | Winkelsett 6   | Durchmesser ca. 9 m und Höhe ca. 0,4 m. Annähernd rund.                                                        | 28956108 | BW   |
| 52° 54′ 34″ N, 8° 30′ 28″ O | Winkelsett 7   | Durchmesser ca. 14 m und Höhe ca. 0,6 m. Flach gewölbt, im südöstlichen Bereich durch Eingrabung gestört.      | 28956109 | BW   |
| 52° 54′ 34″ N, 8° 30′ 27″ O | Winkelsett 8   | | 28941804 | BW   |
| 52° 54′ 34″ N, 8° 30′ 26″ O | Winkelsett 9   | | 28941803 | BW   |
| 52° 54′ 33″ N, 8° 30′ 27″ O | Winkelsett 10  | Durchmesser ca. 13 m und Höhe ca. 0,4 m. Annähernd rund, flach gewölbt.                                        | 28955861 | BW   |
| 52° 54′ 33″ N, 8° 30′ 25″ O | Winkelsett 11  | Durchmesser ca. 6 m und Höhe ca. 0,3 m. Annähernd rund, flach gewölbt.                                         | 28955966 | BW   |
| 52° 54′ 33″ N, 8° 30′ 25″ O | Winkelsett 12  | Durchmesser ca. 10 m und Höhe ca. 0,4 m. Flach gewölbt.                                                        | 28955968 | BW   |
| 52° 54′ 32″ N, 8° 30′ 25″ O | Winkelsett 13  | Größe ca. 11 × 6 m und Höhe ca. 0,4 m. Flach gewölbt, oval. Nach Rodungsmaßnahmen tw. von Rodungswall bedeckt. | 28941899 | BW   |
| 52° 54′ 32″ N, 8° 30′ 27″ O | Winkelsett 14  | Durchmesser ca. 10 m und Höhe ca. 0,6 m. Zentrum durch Eingrabung gestört.                                     | 28955970 | BW   |
| 52° 54′ 31″ N, 8° 30′ 26″ O | Winkelsett 15  | | 28955971 | BW   |
| 52° 54′ 32″ N, 8° 30′ 24″ O | Winkelsett 16  | Durchmesser ca. 14 m und Höhe ca. 0,3 m. Annähernd rund.                                                       | 28955972 | BW   |
| 52° 54′ 32″ N, 8° 30′ 23″ O | Winkelsett 17  | Durchmesser ca. 10 m und Höhe ca. 0,4 m.                                                                       | 28955973 | BW   |
| 52° 54′ 31″ N, 8° 30′ 25″ O | Winkelsett 18  | Durchmesser ca. 10 m und Höhe ca. 0,5 m. Annähernd rund. Südöstlicher Rand von Weg angeschnitten.              | 28955974 | BW   |
| 52° 54′ 31″ N, 8° 30′ 24″ O | Winkelsett 19  | Durchmesser ca. 15 m und Höhe ca. 1,2 m. Mit zentraler Eingrabung.                                             | 28965386 | BW   |
| 52° 54′ 31″ N, 8° 30′ 23″ O | Winkelsett 20  | Durchmesser ca. 16 m und Höhe ca. 1 m.                                                                         | 28955977 | BW   |
| 52° 54′ 30″ N, 8° 30′ 24″ O | Winkelsett 21  | | 28955978 | BW   |
| 52° 54′ 30″ N, 8° 30′ 25″ O | Winkelsett 22  | | 28955979 | BW   |
| 52° 54′ 31″ N, 8° 30′ 26″ O | Winkelsett 23  | | 28955980 | BW   |
| 52° 54′ 33″ N, 8° 30′ 28″ O | Winkelsett 24  | | 28955981 | BW   |
| 52° 54′ 36″ N, 8° 30′ 25″ O | Winkelsett 101 | Durchmesser ca. 16 m und Höhe ca. 1,1 m. Annähernd rund. Im mittleren Bereich durch flache Mulde gestört.      | 28955961 | BW   |
| 52° 54′ 36″ N, 8° 30′ 24″ O | Winkelsett 102 | Durchmesser ca. 14 m und Höhe ca. 0,9 m. Annähernd rund, zentrale flache Mulde.                                | 28955962 | BW   |
| 52° 54′ 35″ N, 8° 30′ 23″ O | Winkelsett 103 | Durchmesser ca. 17 m und Höhe ca. 0,8 m. Annähernd rund.                                                       | 28955963 | BW   |
| 52° 54′ 35″ N, 8° 30′ 25″ O | Winkelsett 104 | Durchmesser ca. 15 m und Höhe ca. 0,4 m. Annähernd rund.                                                       | 28955964 | BW   |
| 52° 54′ 36″ N, 8° 30′ 25″ O | Winkelsett 105 | Durchmesser ca. 19 m und Höhe ca. 0,6 m. Annähernd rund mit Mulde in der Mitte.                                | 28955965 | BW   |

### Winkelsett 25
- ID: 28956213
- Grabhügelfeld mit zehn Hügeln. Größtenteils stark gestört.

| Lage                        | Bezeichnung   | Beschreibung | ID       | Bild |
| --------------------------- | ------------- | --- | -------- | ---- |
| 52° 54′ 59″ N, 8° 30′ 51″ O | Winkelsett 25 | Durch Sandabfuhr stark gestört. Abgebrochener Teil läuft in 1,0 – 1,5 Meter tiefe mit Bruchholz aufgefüllte Kuhle aus.        | 28955982 | BW   |
| 52° 54′ 59″ N, 8° 30′ 52″ O | Winkelsett 26 | | 28955983 | BW   |
| 52° 54′ 59″ N, 8° 30′ 55″ O | Winkelsett 27 | Durchmesser ca. 18 m und Höhe ca. 1 m. Annähernd rund. Oberfläche unregelmäßig und von vier Pflanzungsfurchen durchschnitten. | 28955984 | BW   |
| 52° 55′ 0″ N, 8° 30′ 55″ O  | Winkelsett 28 | Größe ca. 15 × 13 m und Höhe ca. 1 m. Mehrere Pflanzfurchen.                                                                  | 28955985 | BW   |
| 52° 54′ 59″ N, 8° 30′ 56″ O | Winkelsett 29 | Durchmesser ca. 9 m. Annähernd rund. ist nicht feststellbar, da aufgeschüttet und stark gestört.                              | 28955986 | BW   |
| 52° 55′ 3″ N, 8° 30′ 59″ O  | Winkelsett 31 | | 28955989 | BW   |
| 52° 55′ 2″ N, 8° 30′ 59″ O  | Winkelsett 32 | | 28955990 | BW   |
| 52° 55′ 1″ N, 8° 31′ 0″ O   | Winkelsett 33 | Durchmesser ca. 10 m und Höhe ca. 0,4 m. Mit zentralem Kopfstich.                                                             | 28956089 | BW   |
| 52° 54′ 59″ N, 8° 30′ 57″ O | Winkelsett 34 | Durchmesser ca. 7 m und Höhe ca. 0,5 m. Stark geböscht und 6 Pflanzfurchen.                                                   | 28956090 | BW   |

### Winkelsett 56
- ID: 28956217
- Grabhügelfeld.

| Lage                        | Bezeichnung    | Beschreibung | ID       | Bild |
| --------------------------- | -------------- | --- | -------- | ---- |
| 52° 53′ 42″ N, 8° 32′ 20″ O | Winkelsett 56  | Durchmesser ca. 9 m und Höhe ca. 0,5 m. Stark gestört und am nordwestlichen Teil abgetragen. Der östliche Bereich läuft flach aus. Der südliche Teil am Feldweg stark abgesetzt. | 28953593 | BW   |
| 52° 53′ 42″ N, 8° 32′ 19″ O | Winkelsett 57  | Durchmesser ca. 12 m und Höhe ca. 0,6 m. | 28942876 | BW   |
| 52° 53′ 42″ N, 8° 32′ 18″ O | Winkelsett 58  | Durchmesser ca. 14 m und Höhe ca. 0,55 m. Annähernd rund. Läuft nach Süden zum Ackerrand hin aus.                                                                                | 28956883 | BW   |
| 52° 53′ 43″ N, 8° 32′ 17″ O | Winkelsett 59  | Größe ca. 14 × 8 m und Höhe ca. 0,4 m. Oval mit flach gewölbter Kuppe. | 28956884 | BW   |
| 52° 53′ 43″ N, 8° 32′ 17″ O | Winkelsett 60  | Durchmesser ca. 11 m und Höhe ca. 0,5 m. Mit auslaufendem Rand. Südlicher Bereich stark abgesetzt.                                                                               | 28956885 | BW   |
| 52° 53′ 43″ N, 8° 32′ 16″ O | Winkelsett 61  | Durchmesser ca. 10 m und Höhe ca. 0,5 m. | 28956886 | BW   |
| 52° 53′ 43″ N, 8° 32′ 18″ O | Winkelsett 62  | Durchmesser ca. 9 m und Höhe ca. 0,45 m. In Teilbereichen vorhanden. Südlicher Bereich abgetragen.                                                                               | 28953594 | BW   |
| 52° 53′ 43″ N, 8° 32′ 17″ O | Winkelsett 63  | Durchmesser ca. 12 m und Höhe ca. 0,6 m. Annähernd rund. | 28953595 | BW   |
| 52° 53′ 44″ N, 8° 32′ 18″ O | Winkelsett 64  | Größe ca. 13 × 7 m und Höhe ca. 0,7 m. Stark gestört, nördlicher und südlicher Bereich abgetragen.                                                                               | 28965382 | BW   |
| 52° 53′ 44″ N, 8° 32′ 17″ O | Winkelsett 65  | Durchmesser ca. 10 m und Höhe ca. 0,5 m. Annähernd rund. | 28955969 | BW   |
| 52° 53′ 44″ N, 8° 32′ 16″ O | Winkelsett 66  | Durchmesser ca. 9 m und Höhe ca. 0,5 m. Annähernd rund. | 28941648 | BW   |
| 52° 53′ 44″ N, 8° 32′ 16″ O | Winkelsett 67  | Durchmesser ca. 9 m und Höhe ca. 0,4 m. Annähernd rund. | 28953586 | BW   |
| 52° 53′ 44″ N, 8° 32′ 17″ O | Winkelsett 68  | Durchmesser ca. 9 m und Höhe ca. 0,4 m. Annähernd rund. | 28965387 | BW   |
| 52° 53′ 44″ N, 8° 32′ 16″ O | Winkelsett 69  | Durchmesser ca. 10 m und Höhe ca. 0,4 m. Annähernd rund. | 28956110 | BW   |
| 52° 53′ 44″ N, 8° 32′ 17″ O | Winkelsett 70  | Durchmesser ca. 13 m und Höhe ca. 1,1 m. | 28955975 | BW   |
| 52° 53′ 44″ N, 8° 32′ 18″ O | Winkelsett 71  | Durchmesser ca. 20 m und Höhe ca. 0,6 m. Bis auf die Randpartien durch Sandabfuhr zerstört.                                                                                      | 28956214 | BW   |
| 52° 53′ 45″ N, 8° 32′ 17″ O | Winkelsett 73  | Durchmesser ca. 9 m und Höhe ca. 0,5 m. | 28965497 | BW   |
| 52° 53′ 45″ N, 8° 32′ 16″ O | Winkelsett 74  | Durchmesser ca. 18 m und Höhe ca. 1,5 m. In der Mitte muldenförmig eingetieft.                                                                                                   | 28965498 | BW   |
| 52° 53′ 45″ N, 8° 32′ 17″ O | Winkelsett 75  | Durchmesser ca. 12 m und Höhe ca. 1 m. Annähernd rund, tw. durch Sandabbau zerstört.                                                                                             | 28965500 | BW   |
| 52° 53′ 45″ N, 8° 32′ 19″ O | Winkelsett 76  | Durchmesser ca. 8 m und Höhe ca. 0,4 m. | 28965502 | BW   |
| 52° 53′ 46″ N, 8° 32′ 20″ O | Winkelsett 77  | Durchmesser ca. 9 m und Höhe ca. 0,4 m. Annähernd rund, im östlichen und südlichen Bereich durch Erdentnahme zerstört.                                                           | 28965501 | BW   |
| 52° 53′ 46″ N, 8° 32′ 19″ O | Winkelsett 78  | Durchmesser ca. 10 m und Höhe ca. 0,3 m. | 28965503 | BW   |
| 52° 53′ 46″ N, 8° 32′ 19″ O | Winkelsett 79  | Durchmesser ca. 9 m und Höhe ca. 0,6 m. Mit Kopfstich in der Mitte. | 28965504 | BW   |
| 52° 53′ 46″ N, 8° 32′ 17″ O | Winkelsett 80  | Durchmesser ca. 11 m und Höhe ca. 0,3 m. | 28965505 | BW   |
| 52° 53′ 46″ N, 8° 32′ 17″ O | Winkelsett 81  | Durchmesser ca. 10 m und Höhe ca. 0,4 m. | 28965507 | BW   |
| 52° 53′ 46″ N, 8° 32′ 16″ O | Winkelsett 82  | Durchmesser ca. 18 m und Höhe ca. 1 m. Mit Eingrabung im nördlichen Bereich. Im mittleren Bereich Mulden.                                                                        | 28965508 | BW   |
| 52° 53′ 46″ N, 8° 32′ 15″ O | Winkelsett 83  | Durchmesser ca. 15 m und Höhe ca. 1 m. | 28965509 | BW   |
| 52° 53′ 46″ N, 8° 32′ 16″ O | Winkelsett 84  | Durchmesser ca. 10 m und Höhe ca. 0,5 m. | 28965510 | BW   |
| 52° 53′ 47″ N, 8° 32′ 19″ O | Winkelsett 85  | Durchmesser ca. 10 m und Höhe ca. 0,8 m. | 28965513 | BW   |
| 52° 53′ 47″ N, 8° 32′ 18″ O | Winkelsett 86  | Größe ca. 10 × 6 m und Höhe ca. 0,5 m. Oval. | 28965514 | BW   |
| 52° 53′ 48″ N, 8° 32′ 18″ O | Winkelsett 87  | Durchmesser ca. 11 m und Höhe ca. 0,6 m. | 28965515 | BW   |
| 52° 53′ 47″ N, 8° 32′ 17″ O | Winkelsett 88  | Durchmesser ca. 12 m und Höhe ca. 0,5 m. | 28965516 | BW   |
| 52° 53′ 47″ N, 8° 32′ 16″ O | Winkelsett 89  | Durchmesser ca. 10 m und Höhe ca. 0,6 m. Annähernd rund. | 28965517 | BW   |
| 52° 53′ 47″ N, 8° 32′ 15″ O | Winkelsett 90  | Durchmesser ca. 12 m und Höhe ca. 0,8 m. Mit Eingrabung am westlichen Rand. | 28965518 | BW   |
| 52° 53′ 46″ N, 8° 32′ 15″ O | Winkelsett 91  | Durchmesser ca. 9 m und Höhe ca. 0,5 m. | 28965519 | BW   |
| 52° 53′ 47″ N, 8° 32′ 15″ O | Winkelsett 92  | Durchmesser ca. 12 m und Höhe ca. 0,5 m. | 28965613 | BW   |
| 52° 53′ 47″ N, 8° 32′ 14″ O | Winkelsett 93  | Durchmesser ca. 9 m und Höhe ca. 0,3 m. Annähernd rund. | 28965499 | BW   |
| 52° 53′ 47″ N, 8° 32′ 15″ O | Winkelsett 94  | Durchmesser ca. 10 m und Höhe ca. 0,6 m. | 28965614 | BW   |
| 52° 53′ 47″ N, 8° 32′ 16″ O | Winkelsett 95  | Durchmesser ca. 11 m und Höhe ca. 0,6 m. | 28965615 | BW   |
| 52° 53′ 48″ N, 8° 32′ 16″ O | Winkelsett 96  | Durchmesser ca. 12 m und Höhe ca. 0,8 m. | 28965617 | BW   |
| 52° 53′ 48″ N, 8° 32′ 15″ O | Winkelsett 97  | Durchmesser ca. 10 m und Höhe ca. 0,3 m. | 28965618 | BW   |
| 52° 53′ 48″ N, 8° 32′ 16″ O | Winkelsett 98  | Durchmesser ca. 10 m und Höhe ca. 0,5 m. | 28965619 | BW   |
| 52° 53′ 45″ N, 8° 32′ 21″ O | Winkelsett 99  | | 28965620 | BW   |
| 52° 53′ 45″ N, 8° 32′ 18″ O | Winkelsett 100 | Durchmesser ca. 10 m und Höhe ca. 0,2 m. | 28965621 | BW   |

### Winkelsett 106
- ID: 28956111
- Grabhügelfeld mit sieben Hügeln.

| Lage                        | Bezeichnung    | Beschreibung                                                                           | ID       | Bild |
| --------------------------- | -------------- | -------------------------------------------------------------------------------------- | -------- | ---- |
| 52° 53′ 37″ N, 8° 29′ 10″ O | Winkelsett 106 |                                                                                        | 28965623 | BW   |
| 52° 53′ 37″ N, 8° 29′ 10″ O | Winkelsett 107 |                                                                                        | 28965625 | BW   |
| 52° 53′ 37″ N, 8° 29′ 10″ O | Winkelsett 108 |                                                                                        | 28965626 | BW   |
| 52° 53′ 37″ N, 8° 29′ 10″ O | Winkelsett 109 |                                                                                        | 28965627 | BW   |
| 52° 53′ 37″ N, 8° 29′ 9″ O  | Winkelsett 110 |                                                                                        | 28965629 | BW   |
| 52° 53′ 38″ N, 8° 29′ 8″ O  | Winkelsett 111 |                                                                                        | 28965630 | BW   |
| 52° 53′ 39″ N, 8° 29′ 10″ O | Winkelsett 112 | Durchmesser ca. 13 m und Höhe ca. 1,2 m. Rand im nordöstlichen Bereich stark geböscht. | 28965632 | BW   |